# شریف‌الله کامه‌وال
شریف الله کامه وال (زاده ۱۳۵۶ ولسوالی جلال‌آباد ولایت ننگرهار) سیاستمدار افغانستان و نماینده مردم ولایت کابل در دوره شانزدهم مجلس نمایندگان است. وی در مجلس شانزدهم نمایندگان افغانستان عضو کمیسیون مصونیت، حقوق و امتیازات وکلا می‌باشد.

## زندگی‌نامه
شریف الله کامه وال زاده ۱۳۵۶ از ولسوالی جلال‌آباد ولایت ننگرهار می‌باشد. ایشان تحصیلات متوسطه خود را در لیسه/دبیرستان عمر در جلال‌آباد در سال ۱۳۸۶ به پایان برد و سند لیسانس خود را در رشته روانشناسی در سال ۱۳۹۰ از دانشگاه کابل کسب کرد. وی بنیان‌گذار حزب ملی باور می‌باشد.

## دیگر فعالیت‌ها
دیگر فعالیت‌های ایشان:
- عضو تشریفات جرگهٔ امن افغانستان و پاکستان.
- عضو پالسی جرگه مشورتی صلح افغانستان.
- عضو لویه جرگه مشورتی و مسئول تنظیم اعضای ولسی جرگه.
- رئیس تحریک جوانان اجتماعی افغانستان و معاون مؤسسه یار (۱۳۸۸ الی ۱۳۸۹).
- بنیان‌گذار حزب سیاسی ملی باور.
- هفته‌نامه افغان باور و بنیاد خیریه افغان باور.
- مشاور وزیر مالیه و معاون گمرک میدان هوایی کابل (۱۳۸۷ الی ۱۳۸۸).
- مشاور فاروق وردک در اداره امور (۱۳۸۶).
- رئیس مؤسسهٔ یار (۱۳۸۴الی ۱۳۸۶).
- نائب رئیس در سازمان کابورا (۱۳۸۰الی ۱۳۸۲).
- مشاور کرکت بورد
- مشاور المپیک
- رئیس شورای آسیب دیدگان و بیجا شدگان.